# Jan Łukasiewicz
Prof. Jan Łukasiewicz (21. prosince 1878, Lvov, Polsko – 13. února 1956, Dublin, Irsko) byl polský logik, matematik, filozof, rektor Varšavské univerzity.

## Život
Narodil se ve Lvově v polské intelektuální rodině. Absolvoval I. gymnázium ve Lvově a poté filozofii na Lvovské univerzitě, kde získal v roce 1902 doktorát. V letech 1902-1905 pracoval v Knihovně Lvovské univerzity. Další studia absolvoval na Berlínské univerzitě a Univerzitě v Lovani. Habilitoval v roce 1906 na Lvovské univerzitě.
Rektor Varšavské univerzity byl v letech 1922-23. Je jedním ze zakladatelů polské matematické školy (lvovsko-varšavská škola). Během německé okupace Polska se podílel na tajném vyučování. Od roku 1944 byl v emigraci. Jeho práce O principu rozpornosti u Aristotela zahájila rozvoj matematické logiky. Je autorem tříhodnotové logiky, první neklasické logiky, na jejímž základě vznikla např. modální logika. Je tvůrcem polské notace (1920), jež je základem obrácené polské notace, což je v informatice široce používaný způsob zápisu aritmetických výrazů.